# Ishak Guebli
Ishak Guebli (sinh ngày 25 tháng 4 năm 1987) là một cầu thủ bóng đá người Algérie thi đấu cho RC Relizane ở vị trí hậu vệ.